# Niquelat

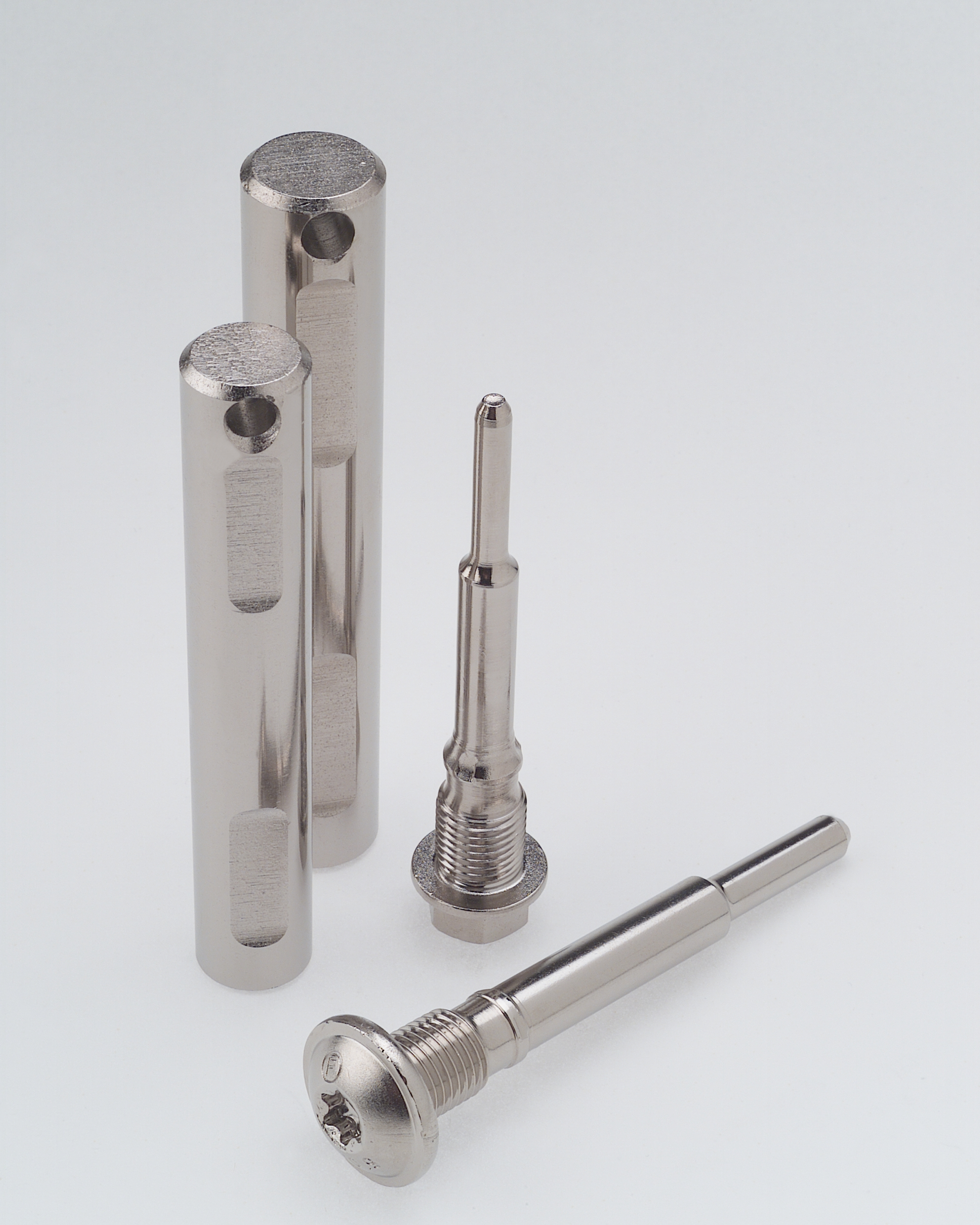
Eixos niquelats

El niquelat consisteix en aplicar una capa de níquel a la superfície d'un objecte. La finalitat, generalment, és millorar la resistència a la corrosió, o per qüestions decoratives o com a base per a altres revestiments galvanoplàstics.

## Característiques
Per raó de les seves característiques especials el níquel està particularment ben adaptat per a moltes aplicacions com a metall de revestiment. El níquel és resistent a l'aire, a l'aigua, als àcids i als àlcalis diluïts. El níquel no és resistent ni l'àcid nítric ni a l'àcid clorhídric ni a l'amoníac concentrats. Les superfícies de níquel no són resistents a l'oxidació, és a dir, poden patir una certa decoloració fosca amb el temps. El níquel és d'un color platejat, però difereix de les superfícies de crom amb un color groguenc pàl·lid característic.
Els recobriments de níquel es caracteritzen pel seu aspecte lleugerament inferior de recobriments de crom (pitjor brillantor, possibilitat de punts febles), menys resistència a la corrosió i menor resistència mecànica, però es fan servir perquè són més barats.
El níquel se sol emprar sovint per a recobrir objectes d'acer. Un recobriment durador s'aconsegueix mitjançant un primer revestiment amb una capa de coure gruixuda, com a capa intermèdia per tal de millorar l'adherència de l'acer i el níquel. A continuació, una capa més prima de níquel. Tanmateix, en els recobriments de més alta qualitat aquest sistema serveix com a capa base per donar després una capa de crom.

## Mètodes
Hi ha dos mètodes per aplicar la capa de níquel:
- electrolític, s'empra electricitat per a la transferència del níquel, generalment pur.
- químic o no electrolític, s'empren reaccions químiques per formar la pel·lícula de níquel, generalment en forma d'aliatge.